# Trifolium stipulaceum
Trifolium stipulaceum är en ärtväxtart som beskrevs av Carl Peter Thunberg. Trifolium stipulaceum ingår i släktet klövrar, och familjen ärtväxter. Inga underarter finns listade i Catalogue of Life.